# کریستوفر تیزدیل
کریستوفر تیزدیل (انگلیسی: Christopher Teesdale؛ ۱ ژوئن ۱۸۳۳ – ۱ دسامبر ۱۸۹۳) فرد نظامی اهل پادشاهی متحد بریتانیای کبیر و ایرلند بود. وی همچنین برندهٔ جوایزی همچون صلیب ویکتوریا شده‌است.
او اولین دریافت‌کننده صلیب ویکتوریا در آفریقای جنوبی بود، بالاترین و معتبرترین نشان شجاعت در مواجهه با دشمن که می‌تواند به نیروهای بریتانیا و کشورهای مشترک‌المنافع اعطا شود.